# Xavier Escaich
Xavier Escaich Ferrer (Barcelona, España, 6 de septiembre de 1968) es un exfutbolista español que jugaba como delantero. Durante los años 1990 jugó en Primera División con el R. C. D. Espanyol, el Real Sporting de Gijón, el F. C. Barcelona y el Albacete Balompié.
Licenciado en educación física por el INEFC y especializado en gestión deportiva, tras colgar las botas fundó con su esposa, la exjugadora de pádel Ninoska Souto, una empresa de consultoría deportiva, NX Sport Consulting, con la que ha trabajado como asesor para ayuntamientos y clubes deportivos, como el equipo de fútbol americano Barcelona Dragons. En 2003, fue imputado por la Fiscalía del Tribunal Superior de Cataluña por la implicación de sus empresas en un caso de presunta malversación en el ayuntamiento de la localidad barcelonesa de Cabrils, cargos de los que salió absuelto.

## Trayectoria
Formado en el fútbol base de la U. E. Casteldefels, el C. F. Gavà y el Club de Fútbol Blanca Subur de Sitges, dio sus primeros pasos como profesional en el Club Gimnàstic de Tarragona. Con el club tarraconense fue máximo goleador de Segunda División B en la temporada 1987-88. En el verano de 1988, con diecinueve años, pasó del equipo grana al R. C. D. Espanyol, donde permaneció cinco temporadas que coincidieron con una de las peores etapas de la historia del club, viviendo dos descensos de categoría.
Comenzó la temporada 1988-89 en el C. E. L'Hospitalet, que por aquel entonces era un filial espanyolista. Sus nueve goles en los tres primeros meses de competición le permitieron dar el dalto al primer equipo y debutó en Primera División el 27 de noviembre de 1988, ante el Valencia C. F. en el estadio Luis Casanova. En total, esa temporada jugó dieciséis partidos y anotó tres goles, que no evitaron el descenso del Espanyol a Segunda División. La siguiente temporada firmó unos números similares: tres goles en diecinueve partidos que, esta vez, sirvieron para recuperar la categoría.
En la temporada 1990-91 continuó teniendo una presencia discontinua en el equipo y no fue hasta la siguiente campaña cuando se convirtió en uno de los delanteros de referencia del equipo, al finalizar la liga como máximo anotador periquito, con diez goles en veintinueve partidos. En la temporada 1992-93 volvió a ser el máximo goleador del equipo, con doce goles, el mejor registro de su carrera. No obstante, el delantero no vio puerta en las últimas nueve jornadas del campeonato, coincidiendo con una racha de resultados negativos que supusieron el descenso del Espanyol. Finalmente, en julio de 1993, el jugador fue transferido al Real Sporting de Gijón a cambio de 25 millones de pesetas.
En el club rojiblanco no logró afianzarse en la titularidad y jugó veintitrés partidos de liga, aunque sólo seis completos. Anotó ocho goles y vivió su mejor tarde el 16 de enero de 1994, cuando el Sporting logró la mayor goleada de su historia en Primera División, con una victoria por 7-1 ante el C. A. Osasuna, y cuatro de los goles gijoneses llevaron la firma de Escaich, que además sirvió dos asistencias. Tras su irregular temporada en el Sporting, el F. C. Barcelona se hizo con sus servicios. El dream team de Johan Cruyff afrontaba una profunda renovación tras la derrota en la final de la Liga de Campeones, y Escaich fue elegido cubrir la marcha de Julio Salinas en la delantera.
Sin embargo, el jugador pronto se acostumbró a ver los partidos desde la grada, ya que el técnico neerlandés prefería confiar en Romário y en su propio hijo, Jordi, al que ascendió del filial. La marcha del ariete brasileño, a mitad de temporada, tampoco mejoró la situación de Escaich, ya que el Barcelona incorporó en el mercado de invierno al ruso Ígor Kornéyev. No fue hasta febrero de 1995 cuando llegó su debut en partido oficial con la camiseta azulgrana. Se produjo en la vigésima jornada de Liga, ante su exequipo, el Sporting de Gijón. A pesar de conseguir un gol y dar una asistencia en los 27 minutos que estuvo en el campo, Escaich continuó sin entrar en la mayoría de las convocatorias. En total, se alineó en tres partidos de Liga —todos ellos como suplente— y consiguió un tanto.
A pesar de iniciar la temporada ganando la Supercopa de España, los azulgrana completaron una mala campaña —fueron cuartos en la Liga—, lo que unido a la escasa confianza del técnico en el jugador motivaron su traspaso, al término de la temporada, al Albacete Balompié. En su primer año en el cuadro manchego tampoco le acompañó la suerte, ya que el equipo terminó descendiendo a Segunda. Escaich disputó treinta y dos partidos —sólo cuatro completos— y anotó tres tantos. Su participación en la categoría de plata en la temporada 1996-97 fue prácticamente testimonial, al ser alineado únicamente en nueve encuentros. Ello provocó su salida de Albacete para incorporarse al Real Murcia C. F., que por entonces competía en la Segunda División B. La temporada 1997-98 fue la última que estuvo en activo, ya que los problemas físicos lo llevaron a la retirada.

## Clubes
| Club                        | País   | Año       |
| --------------------------- | ------ | --------- |
| Club Gimnàstic de Tarragona | España | 1987-1988 |
| C. E. L'Hospitalet          | España | 1988      |
| R. C. D. Espanyol           | España | 1988-1993 |
| Real Sporting de Gijón      | España | 1993-1994 |
| F. C. Barcelona             | España | 1994-1995 |
| Albacete Balompié           | España | 1995-1997 |
| Real Murcia C. F.           | España | 1997-1998 |

## Palmarés

### Campeonatos nacionales
| Título              | Club            | País   | Año  |
| ------------------- | --------------- | ------ | ---- |
| Supercopa de España | F. C. Barcelona | España | 1994 |